# 吳尚垠
吳尚垠（韓語：오상은，1977年4月13日—），韓國男子乒乓球运动员。

## 簡歷
吳尚垠9歲開始打球，早期曾在中國接受訓練，其打法為右手橫拍兩面反膠弧圈結合快攻打法。
進入21世紀，隨著原韓國男子乒乓球隊主力劉南奎退役，以及金澤洙狀態下滑，吳尚垠成為了國家隊主力。2001年世乒賽男子團體賽準決賽，吳尚垠在第四盤出場，戰勝中國隊主力孔令輝，差點協助韓國隊淘汰對手。在該屆賽事中，吳尚垠還與隊友金茂校打進混雙決賽，負於中國組合秦志戩/楊影而獲得銀牌。
此後，吳尚垠和削球手朱世赫，直板選手柳承敏成為韓國隊的核心成員，并多次在世乒賽男團比賽中充當中國隊的挑戰者的角色。2005年，吳尚垠于上海世乒賽殺入四強，獲得季軍，創造了個人最好的單打成績。